# Sojuz (pojazd kosmiczny)

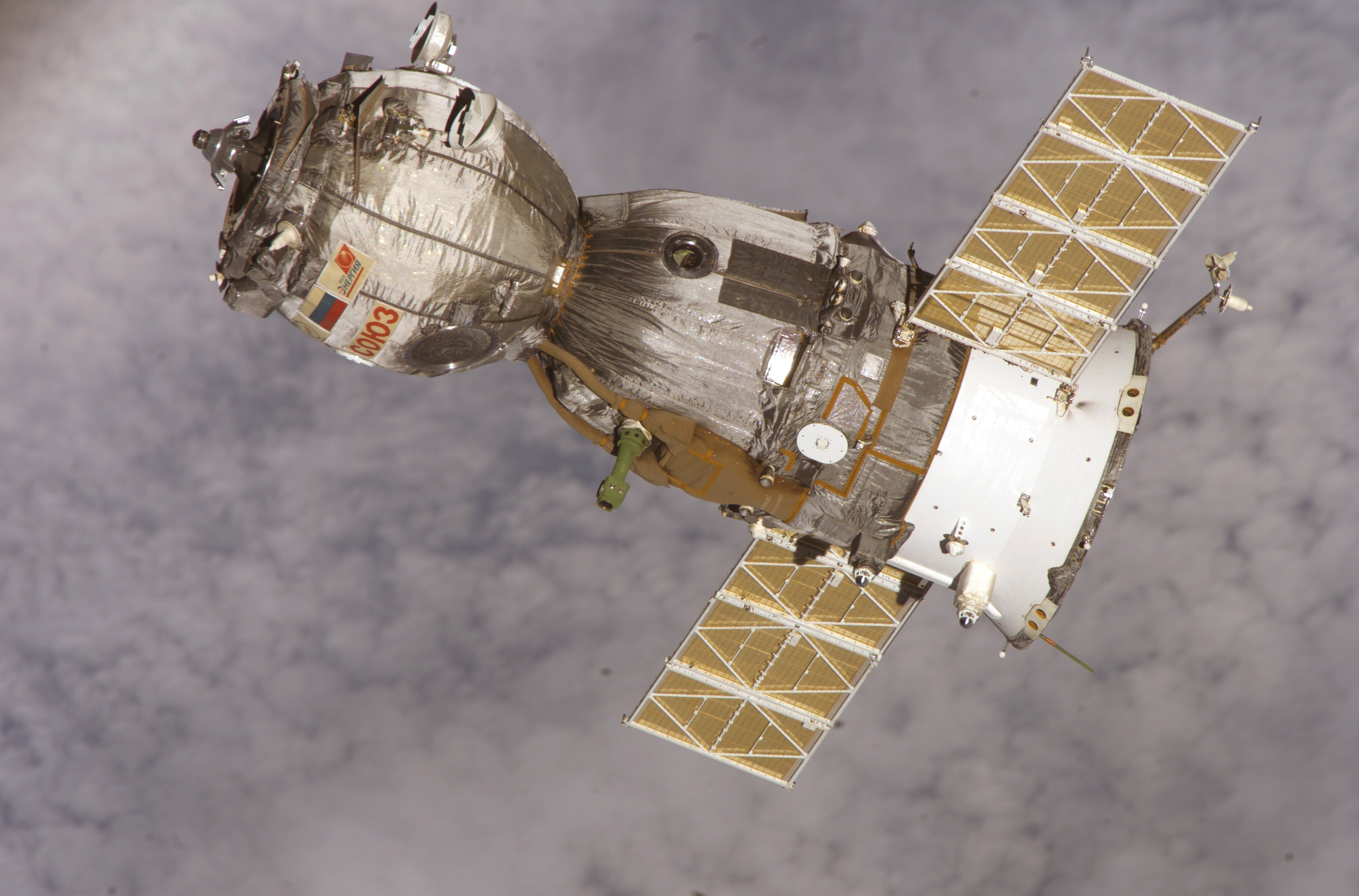
Statek kosmiczny Sojuz TMA-7

Obecnie eksploatowane załogowe statki kosmiczne

Sojuz (ros. Союз, związek, także sojusz) – nazwa serii radzieckich i rosyjskich wielomiejscowych pojazdów kosmicznych przeznaczonych do długotrwałych lotów po orbicie okołoziemskiej oraz do manewrowania i łączenia się z innymi obiektami w przestrzeni kosmicznej. Mogą one zabrać na pokład załogę liczącą maksymalnie trzy osoby. Od 1967 r. służą jako środek transportu kosmonautów na orbitę. Zgodnie z radziecką tradycją nazwy Sojuz używano także do rakiety nośnej, która wynosiła na orbitę ten statek kosmiczny.

## Historia rozwoju statków kosmicznych Sojuz

### Wczesne projekty

Pojazd Sojuz A.

Tak miał wyglądać kompleks Sojuz. Od prawej do lewej moduły: 7K (Sojuz A), 9K (Sojuz B) i 11K (Sojuz W).

W 1962 w biurze doświadczalno-konstrukcyjnym kierowanym przez Siergieja Korolowa (OKB-1 – obecnie RKK Energia) powstała koncepcja stworzenia kompleksu rakietowo-kosmicznego o nazwie Sojuz. Celem projektu było przeprowadzenie załogowego lotu wokół Księżyca. W skład wspomnianego kompleksu miały wchodzić trzy oddzielne pojazdy: załogowy statek kosmiczny oznaczony jako 7K (pierwotna nazwa Sojuz A) oraz dwa bloki napędowe: 9K (Sojuz B) i 11K (Sojuz W). Sojuz A miał być pojazdem dla dwuosobowej załogi. Moduł Sojuz B był członem napędowym pozwalającym na skierowanie statku załogowego w kierunku Księżyca. Z kolei Sojuz W miał być wyposażony w zbiorniki z paliwem, które zasilałyby silniki Sojuza B. Każdy z tych pojazdów kosmicznych miał być oddzielnie wynoszony na orbitę okołoziemską przy pomocy rakiet nośnych typu R-7. Połączenie wszystkich modułów w jedną całość miało nastąpić dopiero na orbicie. Operacja ta nastręczała konstruktorom najwięcej problemów.
W 1964 zrezygnowano z realizacji tych planów. Zmianie uległa koncepcja sposobu przeprowadzenia samego lotu. Przyjęto wówczas założenie, że lot po orbicie Księżyca będzie możliwy do zrealizowania przy wykorzystaniu rakiety nośnej typu Proton i przy pomocy statku typu UR500K-Ł1 (УР500К-Л1). W późniejszym okresie radzieckiego programu księżycowego statek 7K stał się podstawą do przygotowania dwóch innych pojazdów: Sojuz 7K-Ł1 (7К-Л1) – załogowego pojazdu mogącego oblecieć Księżyc (testowane w ramach programu Zond) oraz ŁOK – Łunnyj Orbitalnyj Korabl (ЛОК) – statku mogącego wejść na orbitę Księżyca. Oba jednak nie są formalnie zaliczane do pojazdów typu Sojuz i dlatego też nie będą one opisywane w tym artykule.

### Sojuz

#### 7K-OK

Statek Sojuz w wersji 7K-OK (A) z aktywnym węzłem cumowniczym

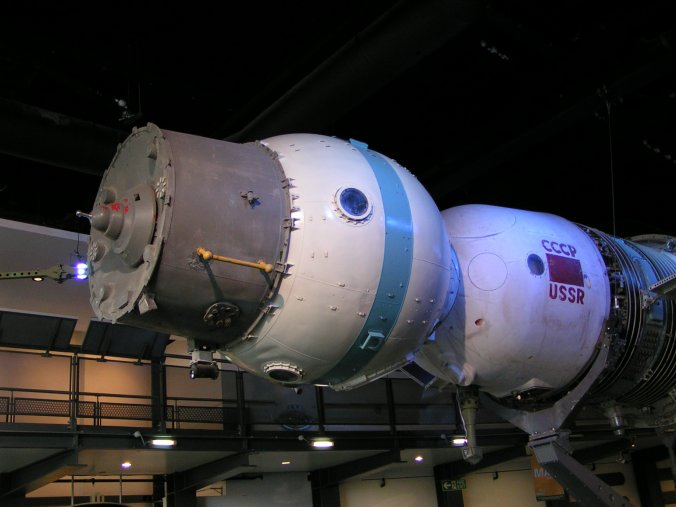
Sojuz 7K-OK

Węzły cumownicze modelu 7K-OK. Z lewej wersja pasywna (P), a z prawej aktywna (A).

Na bazie statku 7K rozpoczęto projektowanie modelu oznaczonego jako 7K-OK (ОК – Орбитальный Корабль). – wielozadaniowego trzymiejscowego statku przeznaczonego do wykonywania operacji manewrowania i cumowania na orbicie okołoziemskiej, przeprowadzania eksperymentów naukowych oraz przejścia kosmonautów ze statku na statek przez otwarty kosmos. Indeks wprowadzony przez ministerstwo obrony Związku Radzieckiego to 11F615 (11Ф615). Pojazdowi pozostawiono nazwę Sojuz przewidzianą wcześniej dla statku dla programu księżycowego.
System dokowania pojazdu 7K-OK składał się z systemu zbliżania „Igła” i dwóch typów węzłów cumowniczych: aktywnego (A) oraz pasywnego (P). W zależności od tego rozróżniano modele 7K-OK(A) oraz 7K-OK(P). Węzły umożliwiały wprawdzie sztywne połączenie statków kosmicznych, ale nie posiadały wewnętrznego włazu i przejście kosmonautów do drugiego pojazdu możliwe było tylko poprzez wyjście na zewnątrz statku.
Trzy pierwsze starty pojazdów bezzałogowych zakończyły się fiaskiem i ujawniły poważne usterki w jego konstrukcji. Pierwszy start modelu 7K-OK nastąpił 28 listopada 1966. Był to satelita Kosmos 133, wystrzelony za pomocą rakiety Sojuz 11A511. Nie mógł on ustabilizować swojej orbity i gdy realna stała się groźba, że podczas powrotu na Ziemię wyląduje na terenie Chin. Z tego powodu został uruchomiony mechanizm samozniszczenia. 14 grudnia 1966 podczas drugiej próby startu rakiety Sojuz doszło do eksplozji na platformie startowej. Fiaskiem zakończył się również trzeci lot. 7 lutego 1967 wyniesiono w kosmos Sojuza pod nazwą Kosmos 140. Aparat lądujący nie wylądował miękko na Ziemi, lecz uderzył w taflę Jeziora Aralskiego i zatonął. W przypadku gdyby na jego pokładzie znajdowała się załoga, nie miałaby szans na ratunek.
Inżynierowie, którzy nie zdążyli wykryć oraz usunąć wszystkich błędów konstrukcyjnych statku byli przeciwni, aby podczas kolejnego lotu na pokładzie Sojuza znajdował się kosmonauta. Jednak pod wpływem nacisków politycznych 23 kwietnia 1967 w kosmos na pokładzie statku Sojuz 1 poleciał Władimir Komarow. Wstępnie planowano, że następnego dnia na orbitę okołoziemską wyruszy statek Sojuz 2a z trzyosobową załogą, w której byli: Walerij Bykowski, Jewgienij Chrunow oraz Aleksiej Jelisiejew. Oba statki miały połączyć się na orbicie, a Chrunow i Jelisiejew mieli przesiąść się do Sojuza 1. Wkrótce po starcie Komarowa okazało się, że w jego statku nie otworzyły się w pełni baterie słoneczne, a w związku z tym pojazd miał za mało energii, aby przeprowadzić planowane dokowanie. Podjęto decyzję o odwołaniu startu Sojuza 2. Cel wyprawy zmieniono na lot autonomiczny po orbicie okołoziemskiej. Misja miała tragiczny koniec. Podczas operacji powrotu na Ziemię nie zadziałał prawidłowo system spadochronowy, który na wysokości 7 kilometrów miał rozpocząć wytracanie prędkości przez Sojuza. Kapsuła z kosmonautą roztrzaskała się o Ziemię i całkowicie spłonęła.
Katastrofa Sojuza 1 oraz śmierć Komarowa były mocnym ciosem dla radzieckiego załogowego programu kosmicznego. Podczas ustalania przyczyn wypadku stwierdzono wiele usterek i błędów konstrukcyjnych. Jednym z nich była wada głównego spadochronu, którą ujawniono również w statku Sojuz 2. Gdyby doszło do jego startu, także ten lot mógł mieć tragiczny koniec.
Po przeprowadzeniu niezbędnych zmian w projekcie pojazdu w październiku 1967 roku doszło do kolejnego startu dwóch bezzałogowych pojazdów, które oznaczono jako Kosmos 186 i Kosmos 188. Oba spotkały się na orbicie okołoziemskiej i po raz pierwszy doszło wówczas do w pełni automatycznego połączenia dwóch statków kosmicznych. Ten sukces spowodował, że w październiku 1968 roku zdecydowano się na kolejny lot załogowy. Tym razem był to Sojuz 3 z Gieorgijem Bieriegowojem na pokładzie. Nie doszło jednak do połączenia z Sojuzem 2 (wystrzelonym wcześniej).
Bardzo szybko, bo już w styczniu 1969 roku wyniesiono w kosmos dwa kolejne statki załogowe – Sojuz 4 i Sojuz 5. Po raz pierwszy doszło wówczas do połączenia na orbicie dwóch pojazdów załogowych, a dwójka kosmonautów przeszła z jednego statku do drugiego. Później był jeszcze grupowy lot trzech statków typu Sojuz 6, 7 i 8 (nieudana próba połączenia dwóch Sojuzów) oraz długotrwały 18-dniowy lot Sojuza 9. W sumie wystrzelono w kosmos 16 statków Sojuz typu 7K-OK (w tym 8 załogowych), start 17. pojazdu w grudniu 1966 zakończył się eksplozją na platformie startowej.

#### 7KT-OK

Statek Sojuz w wersji 7KT-OK z bateriami słonecznymi

Wersja Sojuza 7K-OK wyposażona w węzeł cumowniczy typu SSWP umożliwiający transfer wewnątrz pojazdowy, przygotowana do lotów na stację Salut 1.
W 1969, gdy było wiadomo, że wyścig na Księżyc wygrały Stany Zjednoczone, w ZSRR intensywnie rozpoczęto prace nad skonstruowaniem długotrwałej stacji orbitalnej. Problem dostarczania na jej pokład kosmonautów rozwiązano poprzez stworzenie w krótkim czasie nowej wersji Sojuza oznaczonej jako 7KT-OK (7К-Т) (litera T oznaczała statek transportowy). Pojazd wyposażono w aktywny węzeł cumowniczy posiadający wewnętrzny luk przejściowy. Podczas dwóch pierwszych lotów załogowych kosmonauci nie używali skafandrów. Pierwszy start statku nastąpił 23 kwietnia 1971. Trójka kosmonautów na pokładzie Sojuza 10 miała przycumować swój statek do stacji Salut 1, przejść na jego pokład i pracować tam przez kilka tygodni. Pierwsza faza operacji dokowania przebiegła prawidłowo, ale później kosmonauci nie mogli otworzyć wewnętrznego włazu i musieli przedwcześnie wrócić na Ziemię. Kolejny lot załogowy tego typu statku miał tragiczny finał. Po trzech tygodniach pobytu na stacji Salut podczas powrotu Sojuza 11 na Ziemię doszło do rozhermetyzowania kabiny i śmierci kosmonautów Dobrowolskiego, Wołkowa i Pacajewa.

#### 7K-T

Statek Sojuz w wersji 7K-T wykorzystywany od misji Sojuza 14

Węzeł cumowniczy stosowany w modelu 7K-T

Po katastrofie Sojuza 11 stało się jasne, że statek musiał zostać przekonstruowany, aby zapewnić maksymalne bezpieczeństwo kosmonautom. Wprowadzono także zasadę, że podczas krytycznych faz lotu: startu, operacji dokowania oraz lądowania załoga była ubrana w skafandry kosmiczne Sokoł-K. Modernizacja Sojuza, w tym nowy system podtrzymywania życia spowodował, że wzrosła waga statku i loty na jego pokładzie mogło odbywać nie więcej niż dwóch kosmonautów. Ogniwa słoneczne zastąpiono bateriami, które posiadały zapas energii na około dwa dni. Poza tym zainstalowano na statku nowy system zbliżania oraz ulepszony system spadochronów. Pierwszy start zmodyfikowanego Sojuza 14 nastąpił 3 lipca 1974. Pomimo różnych modyfikacji, jakie statek przechodził w późniejszych latach, utrzymano dla niego oznaczenie 7K-T.
Statki typu 7K-T były podstawowym środkiem transportowym radzieckiego programu załogowego w latach 1971-1981. W sumie z ich udziałem zrealizowano 29 załogowych wypraw na stacje: Salut i Ałmaz (Salut 3, Salut 4, Salut 5 i Salut 6). Były to również pierwsze pojazdy działające w ramach programu Interkosmos. Indeks wprowadzony przez ministerstwo obrony Związku Radzieckiego dla wersji cywilnych, udających się w kierunku stacji Salut to 11F615A8 (11Ф615А8), a dla wersji wojskowych, do stacji Ałmaz to 11F615A9 (11Ф615А9). Zamiast baterii słonecznych wyposażony był w akumulatory i był zdolny w locie autonomicznym pozostawać na orbicie przez 3 dni, a w składzie stacji orbitalnej przez 60 dni.

#### 7K-TM (Projekt ASTP)

Wersja 7K-TM wykorzystana podczas programu ASTP

Urządzenie cumownicze APDS-75

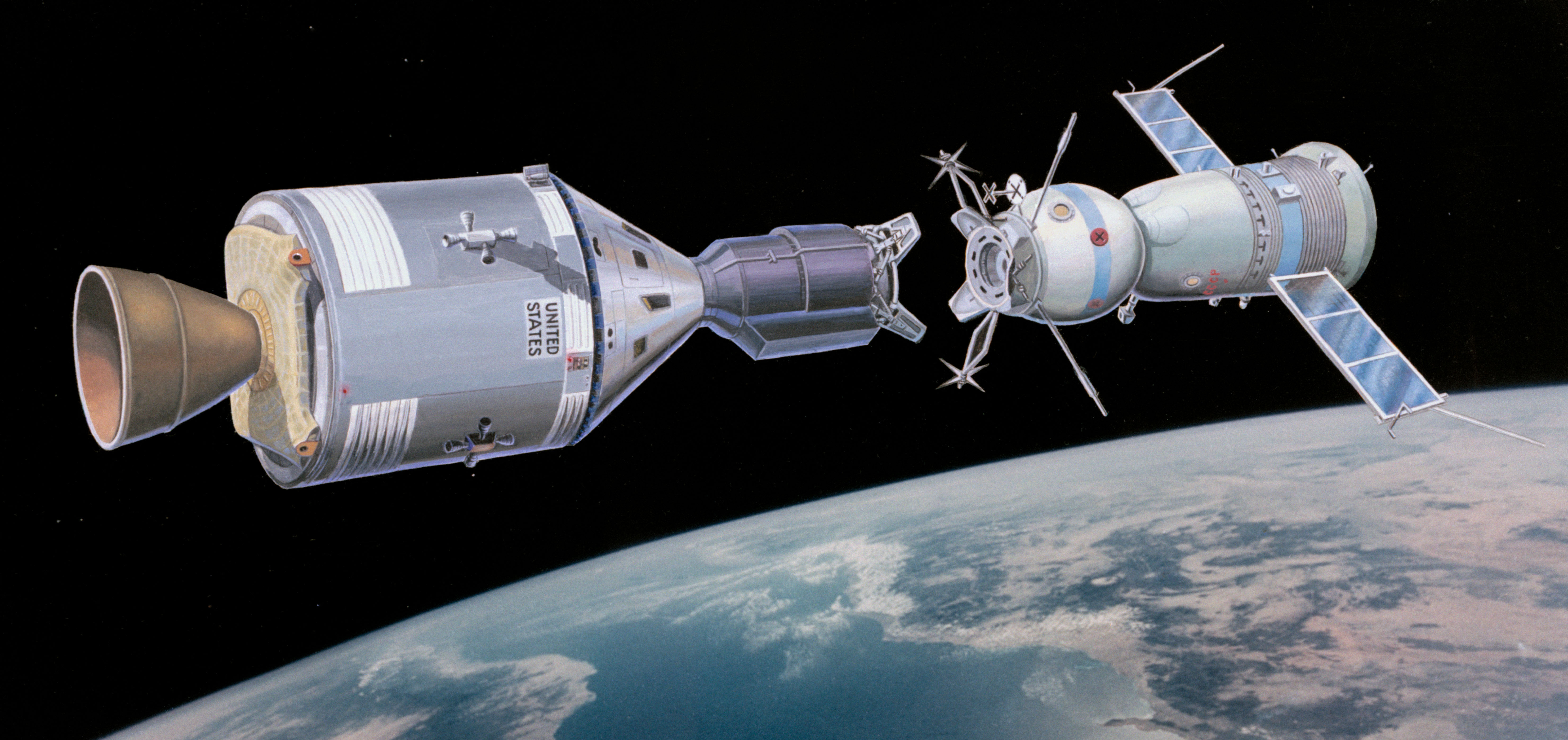
Połączenie statków Sojuz i Apollo na orbicie (wizja artysty)

24 maja 1972 Związek Radziecki oraz Stany Zjednoczone podpisały umowę dotyczącą współpracy w kosmosie, która przewidywała m.in. wspólny lot załogowy statków Sojuz i Apollo. Program otrzymał nazwę ASTP (Apollo-Soyuz Test Project). Jeszcze w tym samym roku radzieccy inżynierowie przystąpili do prac nad modyfikacją statku 7K-T. Specjalnie na potrzeby wspomnianej misji przygotowali wersję oznaczaną jako 7K-TM (TM – oznaczało transportowy modyfikowany). Statek był przeznaczony dla dwóch kosmonautów. Indeks wprowadzony przez ministerstwo obrony Związku Radzieckiego dla tego modelu to 11F615A12 (11Ф615А12).
Pojazd otrzymał nowe androgenne peryferyjne urządzenie cumownicze APAS-75, które pozwalało zacumować Sojuza do śluzy powietrznej zainstalowanej na statku Apollo. Poza tym poprawiono system podtrzymywania życia oraz zainstalowano ponownie baterie słoneczne. Zastosowane środki wydłużyły do siedmiu dni czas autonomicznego lotu tej wersji pojazdu. Podczas startu nowego statku po raz pierwszy użyto nowej, zmodyfikowanej rakiety nośnej typu Sojuz U.
Nowy statek po przeprowadzonych zmianach musiał zostać sprawdzony podczas lotów bezzałogowych. Pierwszy taki test przeprowadzono 3 kwietnia 1974 (obiekt oficjalnie nosił nazwę Kosmos 638), a drugi 12 sierpnia 1974 (Kosmos 672).
Po następnym locie testowym Sojuza 16, tym razem załogowym, 15 lipca 1975 wystartował Sojuz 19 i dwa dni później połączył się z amerykańskim statkiem kosmicznym Apollo. Było to pierwsze w historii astronautyki połączenie w kosmosie pojazdów skonstruowanych w rywalizujących do tej pory pomiędzy sobą krajach. Kosmonauci obu krajów mogli przechodzić z jednego statku do drugiego.
Kolejne połączenie obiektów kosmicznych obu krajów nastąpiło dopiero po 20 latach, gdy wahadłowiec Atlantis realizujący misję STS-71 przycumował do stacji kosmicznej Mir.
Na potrzeby programu ASTP zbudowano w sumie 6 statków 7K-TM, z czego wykorzystano na jego potrzeby cztery pojazdy. Piąty wystartował 15 września 1976 jako Sojuz 22 i miał na swoim pokładzie skonstruowaną w NRD kamerę do fotografowania powierzchni Ziemi MKF-6. Szósty egzemplarz nigdy nie został wyniesiony w kosmos.

### Sojuz T (7K-ST)

Pojazd Sojuz 7K-ST

W 1965 w jednej z filii CKBEM – Centralnego Biura Konstrukcyjnego Eksperymentalnej Budowy Maszyn (ЦКБЭМ) na zlecenie Ministerstwa Obrony ZSRR zaczął powstawać projekt wojskowo-badawczej wersji statku 7K-OK, który na tym etapie otrzymał oznaczenie 7K-WI (7К-ВИ – Военно-Исследовательский). Projekt ten nosił również nazwę Zwiezda (nie należy go jednak mylić z modułem Międzynarodowej Stacji Kosmicznej). W 1967 jego rozwój został spowolniony z uwagi na to, że pojawiła się koncepcja budowy załogowej stacji orbitalnej o przeznaczeniu wojskowym.
Kontynuacją rozpoczętych wcześniej prac był model 7K-S (7К-С), w którym litera S oznaczała statek do celów specjalnych. Było to rozwinięcie wersji 7K-OK, ale z licznymi modyfikacjami. Na początku 1970 ostatecznie zaniechany został projekt Sojuza WI jako kompleksu wojskowo-badawczego. Pomimo tego nadal prowadzono prace nad modelem 7K-S. Miał to być wojskowy statek kosmiczny mogący wykonać lot autonomiczny. Dzięki długotrwałej pracy nad tym modelem była możliwa gruntowna zmiana wielu systemów pokładowych statku. Pojazd otrzymał nowy system napędowy i nawigacyjny oraz komputer pokładowy. Poza tym udoskonalono m.in. system komunikacyjny, a także system zapewniający bezpieczne lądowanie tego aparatu.
Węzeł cumowniczy zaprojektowany na potrzeby tego pojazdu był wykorzystywany od 1971 już w statkach typu 7K-T. Gdy w 1974 pierwsze statki 7K-S były już gotowe, wojsko niespodziewanie całkowicie straciło zainteresowanie tym projektem. Dlatego też postanowiono przystosować tę wersję, aby mogła latać do stacji Salut 6 i 7. Zmodyfikowany model otrzymał oznaczenie 7K-ST, a oficjalną nazwę Sojuz T (litera T oznaczała statek transportowy). Indeks wprowadzony przez ministerstwo obrony Związku Radzieckiego to 11F732 (11Ф732).
Przeprojektowana i „odchudzona” kabina Sojuza T mogła ponownie pomieścić trzech kosmonautów ubranych w skafandry kosmiczne Sokoł. Ponownie pojazd został wyposażony w baterie słoneczne, co pozwoliło na przedłużenie możliwości autonomicznego lotu do 4 dni. Czas, przez który statek mógł znajdować się w składzie kompleksu orbitalnego, został wydłużony do 180 dni.
Równolegle z rozwojem modelu 7K-ST wykonano trzy próbne loty przygotowanej wcześniej wersji 7K-S: pierwszy start miał miejsce 6 sierpnia 1974 (Kosmos 670), a trzeci 29 listopada 1976 (Kosmos 869).
W pierwszy lot próbny bez załogi statek 7K-ST wyruszył 4 kwietnia 1978 jako Kosmos 1001. Po dwóch kolejnych tego typu testach 5 czerwca 1980 został przeprowadzony lot załogowy Sojuza T-2. Od tego czasu statek Sojuz T dostarczał kolejne załogi na stacje orbitalne Salut 6 i Salut 7. Ostatni start statku tego typu (Sojuz T-15) odbył się 13 marca 1986, celem były stacje: Salut 7 oraz Mir.
W sumie wystrzelono 3 bezzałogowe statki 7K-S (7К-С) oraz 17 statków „Sojuz-T”: 14 załogowych i 3 bezzałogowe. Start jednego pilotowanego „Sojuza-T” nie odbył się z powodu pożaru rakiety nośnej na platformie startowej (we wrześniu 1983). Kosmonauci zostali uratowani przy pomocy Awaryjnego Systemu Ratowniczego (САС).

### Sojuz TM (7K-STM)

Pojazd Sojuz 7K-STM

Urządzenie cumownicze APDS-89

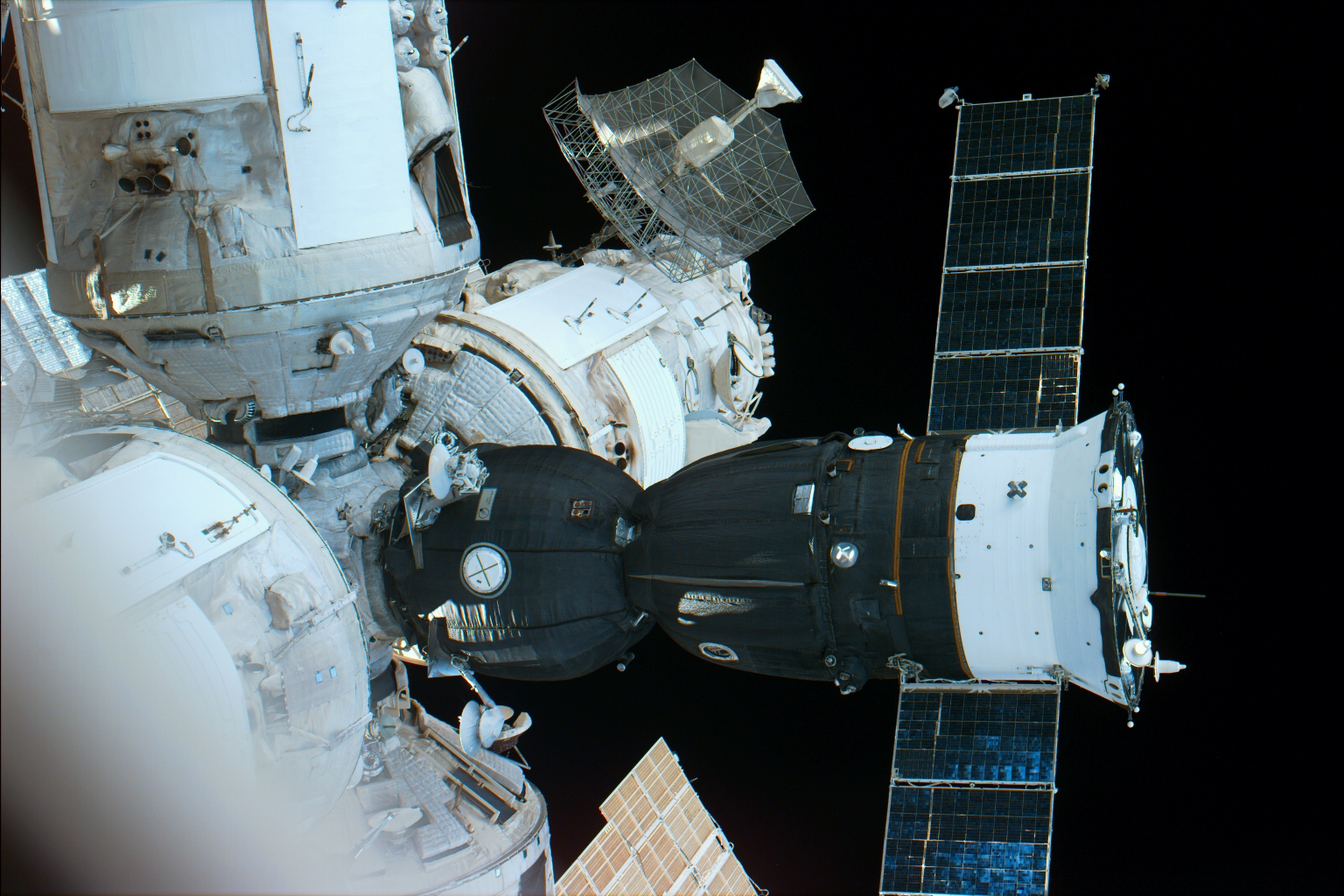
Sojuz TM przycumowany do stacji orbitalnej Mir

Na początku lat 80. na potrzeby nowej stacji kosmicznej Mir rozpoczęto prace nad modyfikacją statku kosmicznego Sojuz T. Nowy pojazd otrzymał oficjalną nazwę Sojuz TM (7K-STM).
Do najważniejszych innowacji w budowie statku należały: nowy system zbliżania o nazwie Kurs (zastąpił system Igła), lżejszy system spadochronowy, nowy silnik pojazdu i poprawiony system lądowania. Czas przez jaki statek mógł być przycumowany do stacji orbitalnej, tak jak w przypadku Sojuza T, wynosił do 180 dni.
Po raz pierwszy wersja ta znalazła się w kosmosie 21 maja 1986. Sojuz TM-1 odbył wówczas lot bezzałogowy. 6 lutego 1987 wyniesiono w kosmos statek Sojuz TM-2 po raz pierwszy z załogą na pokładzie. Odtąd statki Sojuz TM regularnie dostarczały załogi na stację kosmiczną Mir, a później na Międzynarodową Stację Kosmiczną. Trwało to do 2002 roku, gdy zastąpiono je Sojuzami TMA.
Podczas startów używane były rakiety nośne Sojuz U oraz Sojuz U2 (do lotu Sojuza TM-22).
Szczególną misją statku serii TM był lot Sojuza TM-16 (start 24 stycznia 1993). Był to pierwszy od 1975 roku lot, podczas którego użyto androgenicznego systemu cumowniczego APDS-89 (APDS – Androgynous Peripheral Docking System) podobnego do wykorzystanego podczas wspólnego lotu statków Sojuz i Apollo. System rozwinięto na potrzeby programu Buran, aby umożliwić rosyjskiemu wahadłowcowi dokowanie do stacji orbitalnej Mir. Jeden z modułów stacji – Kristałł był wyposażony właśnie w ten typ węzła cumowniczego. Statki Sojuz wyposażone w to urządzenie miały być pojazdami ratunkowymi podczas załogowych testów Burana. W razie awarii mogły połączyć się z promem, zabrać na swój pokład jego załogę i bezpiecznie sprowadzić na Ziemię. Po zamknięciu, ze względów finansowych, w 1992 roku programu Buran wiadomo było, że jedynym środkiem transportowym dla stałych załóg stacji Mir pozostanie statek Sojuz. Urządzenie cumownicze APDS-89 było wykorzystywane później przy realizacji programu Shuttle-Mir, w niektórych modułach Międzynarodowej Stacji Kosmicznej oraz w węźle cumowniczym wahadłowców cumujących do ISS.
Technologia statku kosmicznego Sojuz TM posłużyła chińskim inżynierom za bazę do budowy własnego załogowego statku kosmicznego typu Shenzhou, który posiada większe rozmiary oraz wyższą sprawność. Pierwszy bezzałogowy test tego pojazdu przeprowadzono w Chinach 19 listopada 1999. Pierwszy lot załogowy miał natomiast miejsce 15 października 2003 (Shenzhou 5).

### Sojuz TMA (7K-STMA)

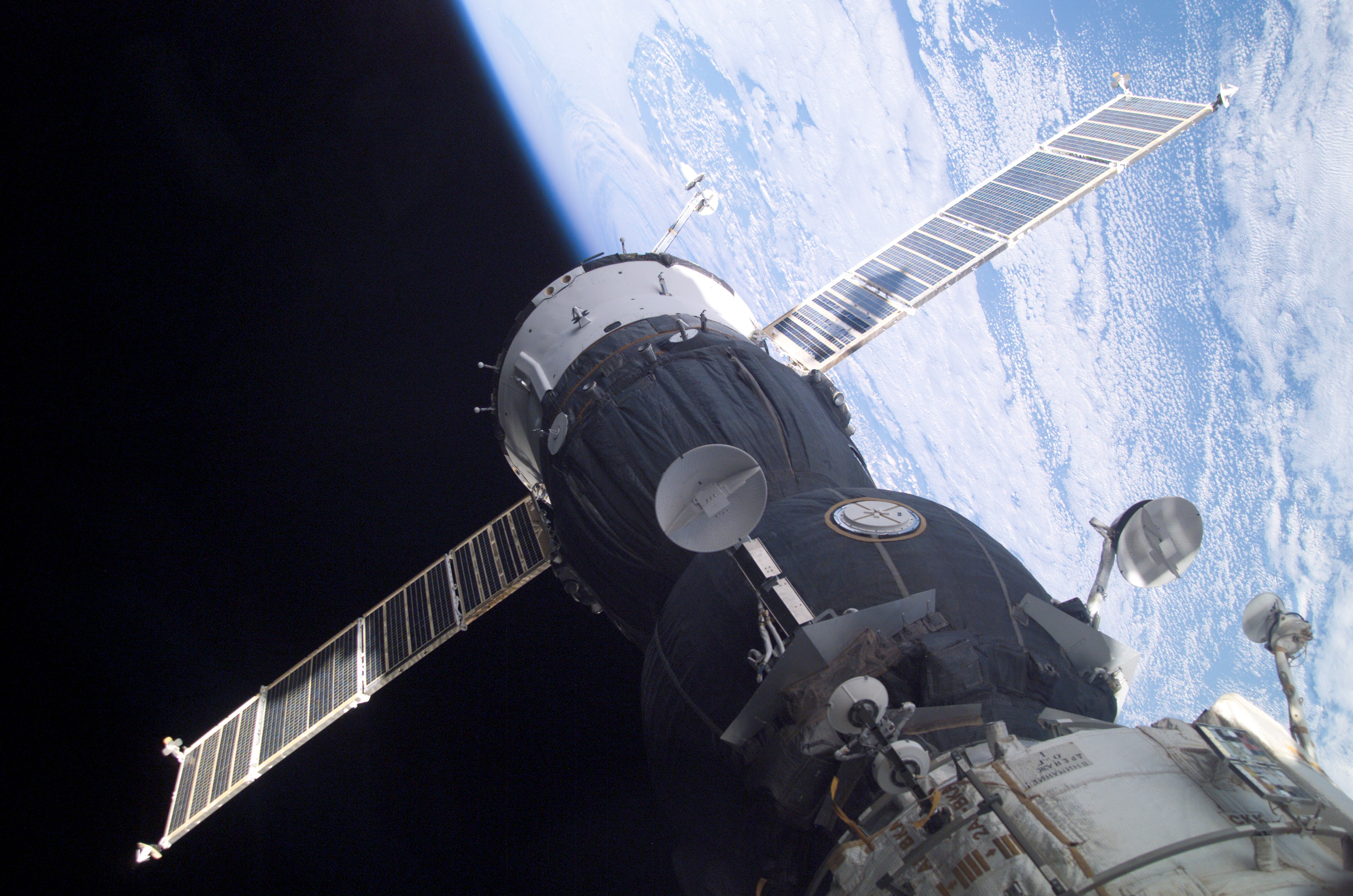
Statek Sojuz TMA-1 przycumowany do ISS

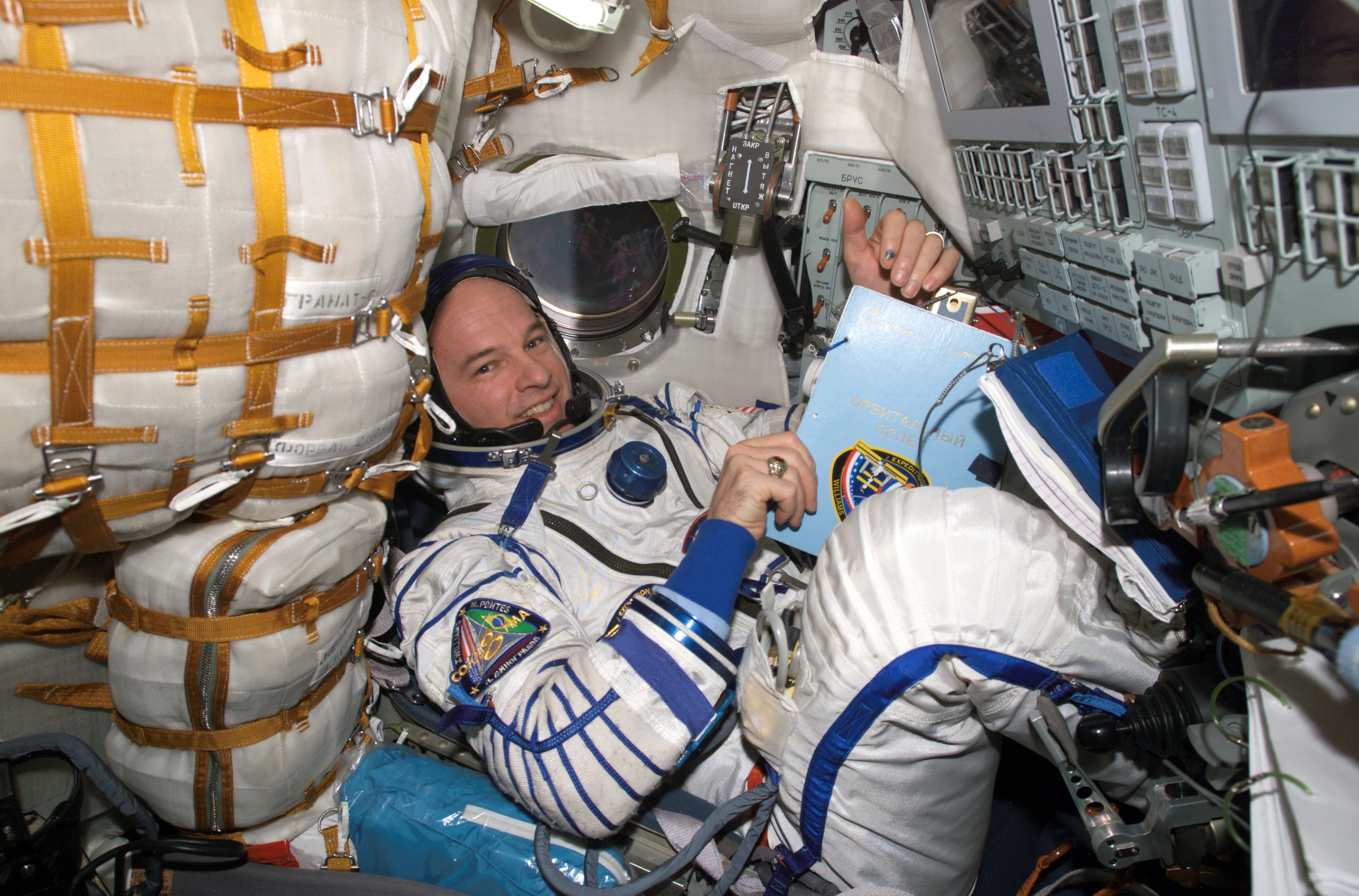
Astronauta Jeffrey Williams we wnętrzu statku Sojuz TMA-8

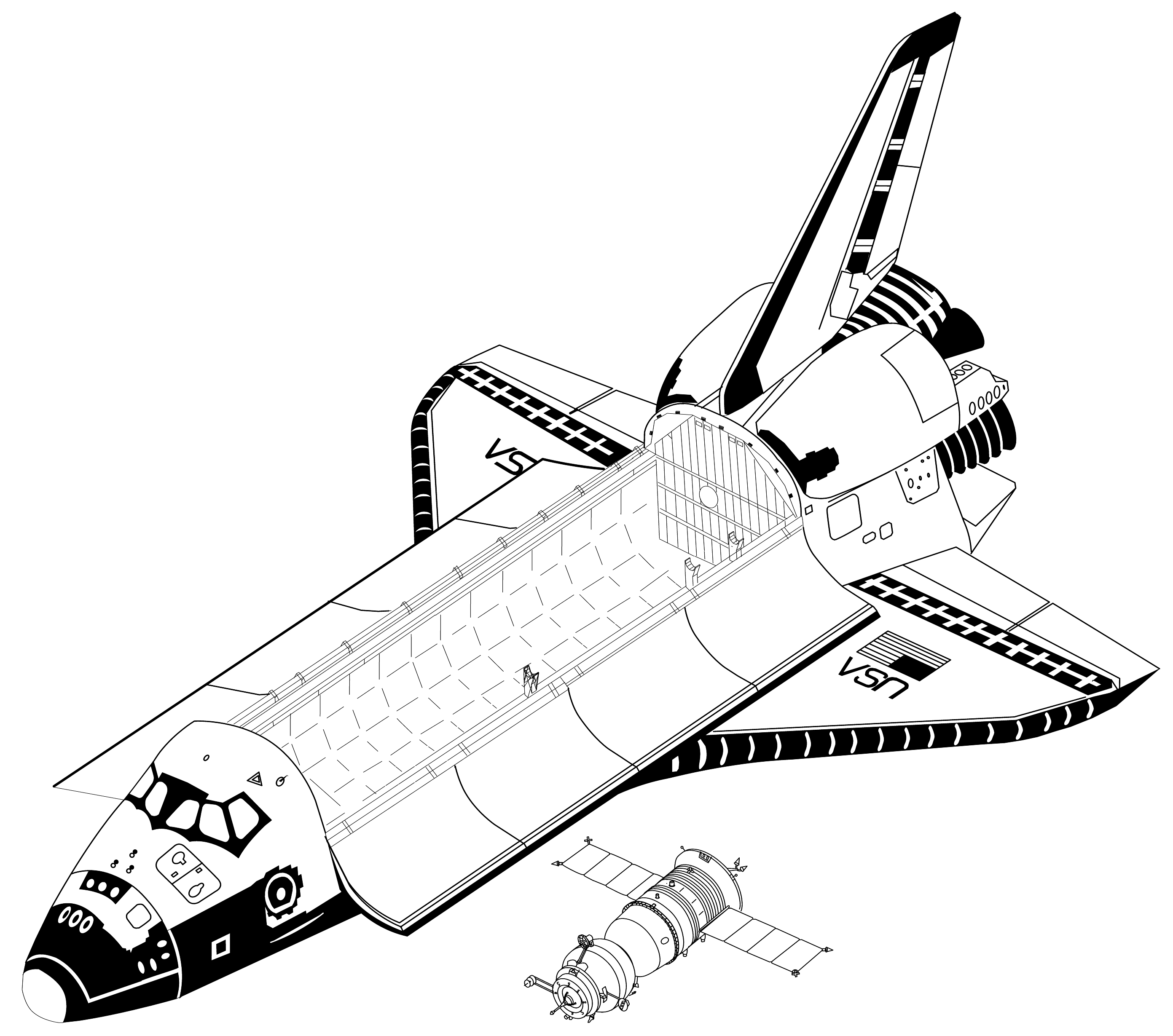
Porównanie rozmiarów Sojuza TMA z amerykańskim wahadłowcem

Na początku lat 90., po upadku Związku Radzieckiego, po raz pierwszy od 1975 pojawiła się szansa na realizację kolejnych amerykańsko-rosyjskich załogowych lotów kosmicznych. Między innymi zaplanowano loty amerykańskich astronautów, którzy na pokładzie statków Sojuz razem z kosmonautami z Rosji mieli być dostarczani na stację kosmiczną Mir. Bardzo szybko stało się jasne, że wielu amerykańskich astronautów z uwagi na swój wzrost i wagę nie będzie mogło uczestniczyć w lotach eksploatowanych wówczas statków Sojuz. Ewentualni kandydaci musieli spełniać ściśle określone kryteria w tym zakresie.
W 1996 RKK Energia, w porozumieniu z NASA, przystąpiła do modyfikacji Sojuza TM, aby mogli na nim latać wyżsi i ciężsi astronauci ze Stanów Zjednoczonych. Nowa wersja otrzymała nazwę Sojuz TMA (A oznacza modyfikację antropometryczną) oraz oznaczenie 7K-STMA. Indeks nadany przez Ministerstwo Obrony Rosji był taki sam jak poprzednio, tj. 11F732 (11Ф732).
Jednym z podstawowych zadań dla projektantów było wygospodarowanie wolnej przestrzeni w lądowniku Sojuza. Było to stosunkowo trudne z uwagi na ograniczone rozmiaru samej kapsuły oraz znaczną liczbę zainstalowanych tam urządzeń. Wiele z nich musiało zostać przeprojektowanych lub skonstruowanych od nowa.
Statek wyposażono w nowe, większe fotele dla kosmonautów, unowocześniony pulpit sterowniczy (różnice prezentują zdjęcia: Sojuz TM i Sojuz TMA), ulepszony system spadochronowy oraz nową osłonę cieplną. Dzięki temu nowy statek mógł pomieścić na swoim pokładzie kosmonautów ważących od 50 do 95 kg i o wzroście od 150 do 190 cm (dla Sojuza TM było to 56-85 kg oraz 164-182 cm). Kolejne zmiany dotyczyły między innymi komputerów pokładowych oraz silników lądownika.
Statki Sojuz TMA są wynoszone w kosmos przy pomocy rakiety nośnej Sojuz-FG. W przyszłości do wynoszenia w kosmos ma być wykorzystywana jeszcze mocniejsza rakieta nośna Sojuz-2. Stanie się to gdy tylko udowodni ona swoją niezawodność podczas bezzałogowych startów. Pierwszy załogowy lot Sojuza TMA miał miejsce 30 października 2002. Obecnie pojazd ten jest dla Międzynarodowej Stacji Kosmicznej zarówno statkiem transportowym, jak i ratunkowym. W razie konieczności nagłej ewakuacji stała załoga ISS zawsze ma do dyspozycji kapsuły, dzięki którym będzie mogła powrócić na Ziemię. Statki Sojuz TMA w odstępach około 180 dni są wymieniane na nowe i tyle też trwa mniej więcej okres pobytu kolejnych załóg na ISS.

### Sojuz TMA-M
W październiku 2010 r. został wyniesiony na orbitę pierwszy statek z serii – Sojuz TMA-M, będący modyfikacją swojego poprzednika TMA. Statek został przebudowany – jest pierwszym całkowicie cyfrowym modelem Sojuza. Pierwszy start tej wersji statku odbył się 8 października 2010 z kosmodromu Bajkonur (Sojuz TMA-01M). Był to lot załogowy na Międzynarodową Stację Kosmiczną. Lądowanie odbyło się 16 marca 2011 na stepach Kazachstanu.

### Sojuz MS
Sojuz MS (wcześniejsze źródła podawały nazwę Sojuz TMA-MS) jest udoskonaloną wersją Sojuza, która weszła do służby w 2016 roku i jest w stanie odbywać dłuższe – 9-miesięczne misje na Międzynarodową Stację Kosmiczną. Sojuz MS ma ulepszone panele baterii słonecznych, udoskonalone silniki służące do dokowania oraz kontroli wysokości, pozwalające zacumować do stacji ISS gdy zawiedzie jeden z silników, oraz zapewnić bezpieczne ponowne wejście w atmosferę nawet w przypadku awarii dwóch silników. Statek ma nowoczesne systemy komunikacyjne, kontroli ruchu oraz nawigacyjne.

#### Sojuz ACTS (niezrealizowana wersja)
Sojuz ACTS (ang. Advanced Crew Transportation System), nazywany także Sojuz-K, to planowana wersja Sojuza przygotowana pod kątem lotów księżycowych, spójna z rosyjskimi planami uruchomienia Księżycowej Stacji Orbitalnej. Plany mówiły m.in. o nowym przedziale załogowym zaprojektowanym przez ESA oraz nowym systemie lądowania. Sojuz-K miał także mieć możliwość pełnienia roli „kosmicznego holownika” dzięki systemowi Fregat. Pierwsze loty miały odbyć się ok. roku 2018. Wersja ta zastąpiła wcześniejszy projekt o nazwie Sojuz TMAT.
Ostatecznie rozwój projektu został zarzucony na rzecz statku Federacja.

### Progress

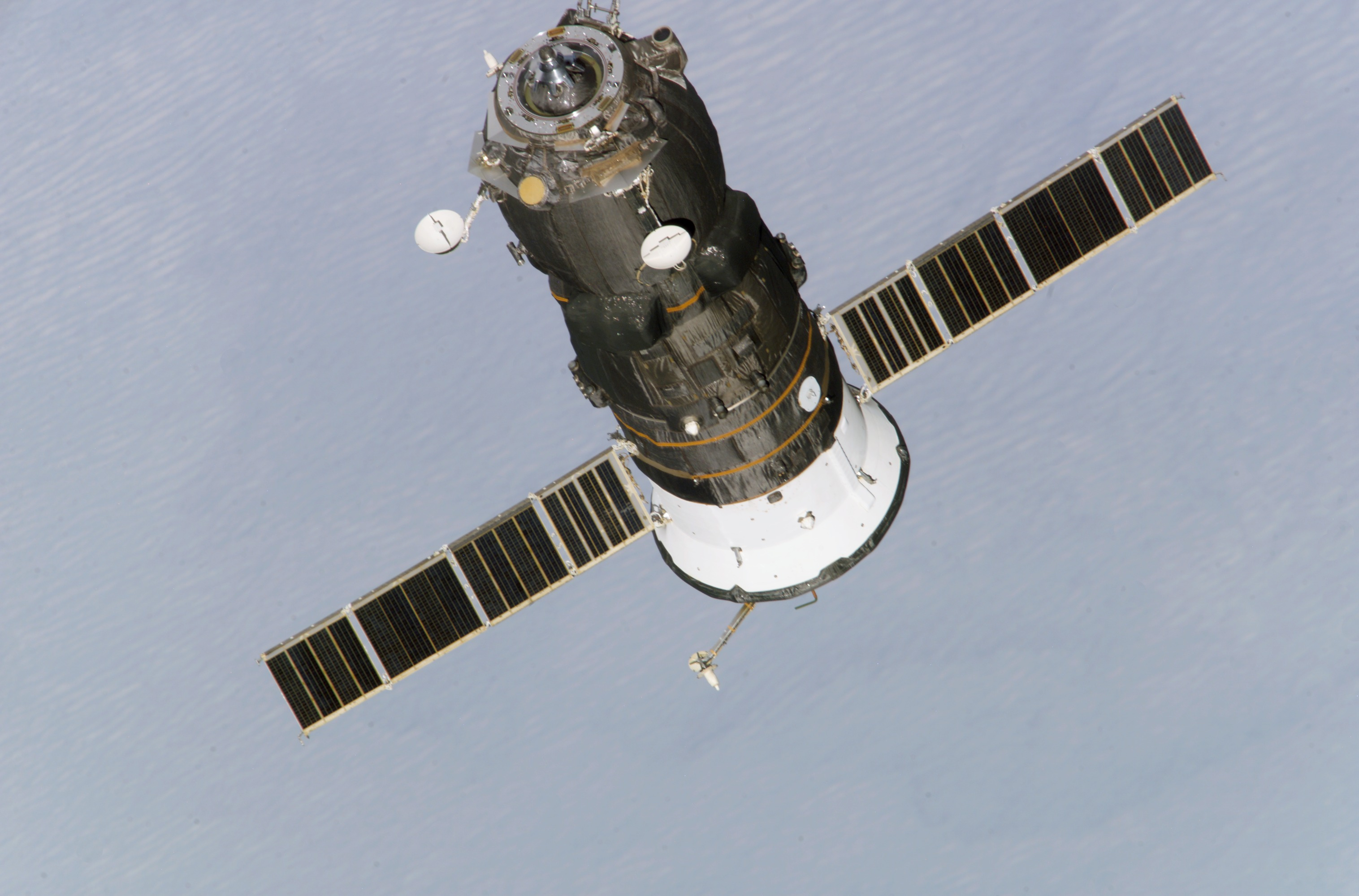
Statek towarowy Progress M1-10

Stacje orbitalne wymagały ciągłego zaopatrzenia w paliwo, sprzęt, żywność i wodę dla kosmonautów. Możliwości przenoszenia takich ładunków przez załogowe statki Sojuz okazały się niewystarczające. Dlatego też w połowie lat 70. przygotowano statek towarowy, który został skonstruowany na bazie modelu 7K-T. Pierwszy start takiego pojazdu nastąpił 20 stycznia 1978. Progress-1 udał się wówczas w kierunku stacji Salut 6.
W 1989 roku w kierunku stacji Mir wystartował ulepszony Progress M, którego konstrukcję oparto na wersji Sojuza T. Później był wykorzystywany również do zaopatrywania Międzynarodowej Stacji Kosmicznej.
Trzecią modyfikacją był Progress M1, który po raz pierwszy znalazł się w kosmosie w 2000 roku. Może on dostarczać na ISS więcej paliwa niż jego poprzednicy.
Czwartą modyfikacją był Progress M-M, po raz pierwszy wystrzelony 26 listopada 2008 z kosmodromu Bajkonur. Od 21 grudnia 2015 loty rozpoczęła najnowsza wersja – Progress-MS.

## Budowa statków Sojuz

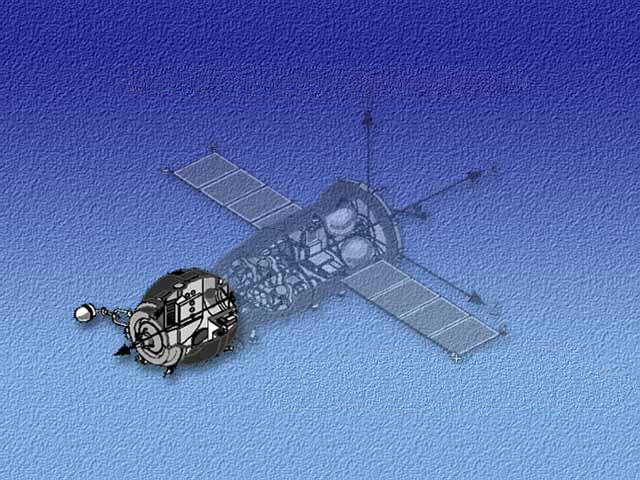
Moduł orbitalny statku Sojuz TMA

Statki kosmiczne Sojuz składają się z trzech zasadniczych części: modułu silnikowego i przyrządowego, lądownika oraz modułu orbitalnego. Podczas operacji powrotu Sojuza po wstępnym hamowaniu silnikami napędowymi statku następuje rozdzielenie wszystkich części, a na Ziemię wraca jedynie lądownik z załogą. Kapsuły tej nie można już użyć ponownie.

### Moduł orbitalny
Moduł orbitalny ma średnicę 2,25 m, długość 3,4 m i objętość około 5 m³. Znajduje się w nim węzeł cumowniczy oraz system zbliżania (obecnie „Kurs”, a wcześniej „Igła”). Na przedniej części modułu zainstalowane są 4 silniczki zbliżania i orientacji (DPO, ros. ДПО – двигатели причаливания и ориентации). W środku rozmieszczane jest zaopatrzenie dla stacji orbitalnej i inne niezbędne wyposażenie. Poza tym są tam zainstalowane elementy systemu podtrzymywania życia oraz toaleta.

### Lądownik

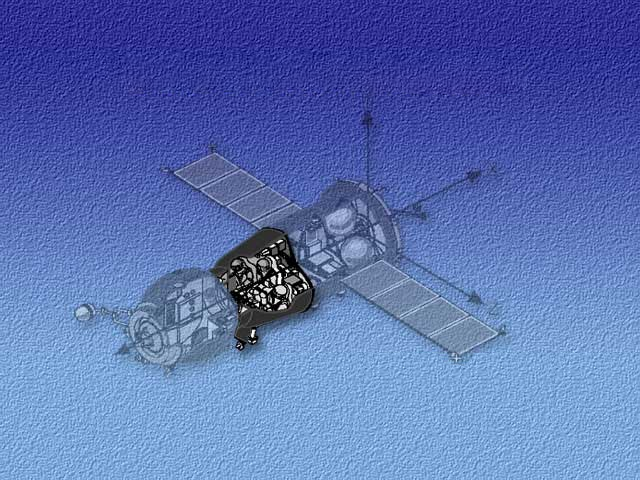
Lądownik Sojuza TMA

Ma on kształt dzwonu o długości 2,2 metra, średnicy 2,1 m i objętości 4 m³ (wolna przestrzeń to 2,5 m³). Znajduje się w nim miejsce dla 2-3 kosmonautów, system podtrzymywania życia oraz system kierowania lotem. Kapsułę wyposażono w dwa spadochrony.
Pod osłoną termiczną umieszczone są silniki miękkiego lądowania, a na zewnętrznej powierzchni niewielkie silniki sterujące położeniem lądownika w czasie przelotu przez gęste warstwy atmosfery. Dzięki temu można wykorzystać właściwości aerodynamiczne kapsuły i zmniejszyć przeciążenie jakiemu poddawani są kosmonauci.
W kapsule lądownika można zabrać na Ziemię około od 50 do 150 kg ładunku (w zależności od liczebności załogi). Podstawa kapsuły jest chroniona osłoną termiczną. Po otwarciu spadochronu głównego jest ona odrzucana. Zmniejsza to masę kabiny oraz prędkość opadania lądownika. Spadochron stabilizujący otwierany jest na wysokości około 9 kilometrów przy prędkości kabiny wynoszącej 240 m/s. Gdy zmniejszy się ona do 90 m/s, co zwykle następuje na wysokości około 7,5 km, otwiera się spadochron główny, dzięki któremu kapsuła wyhamowuje do prędkości 6 m/s. Tuż przed lądowaniem włączane są małe rakiety hamujące, dzięki którym lądownik opada na Ziemię z prędkością 2-4 m/s.

### Moduł serwisowy

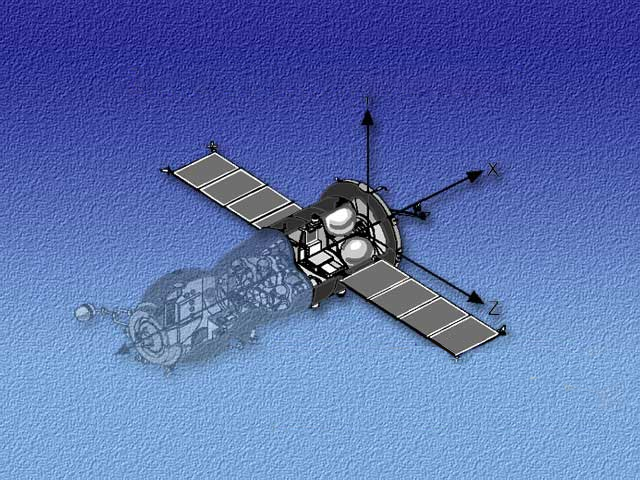
Moduł serwisowy Sojuza TMA

Składa się z trzech cylindrycznych elementów: sekcji przejściowej, sekcji przyrządowej oraz sekcji silnikowej. Cały moduł ma długość 2,26 m. Średnica podstawy to 2,15 m, a średnica maksymalna 2,72 m.
Pierwsza sekcja łączy moduł z lądownikiem. Sekcja przyrządowa o długości około 0,5 metra zawiera istotne dla funkcjonowania statków systemy: orientacji i nawigacji, telemetrii, klimatyzacji oraz zasilania. W sekcji silnikowej znajduje się: główny silnik statku, 28 silniczków zbliżania i orientacji (DPO, ros. ДПО – двигатели причаливания и ориентации) rozmieszczonych w dwóch grupach po 14, z których 12 ma ciąg 26,5 N a pozostałe 130 N.
W pierwszych wersjach statku zbiorniki mieściły 500 kg paliwa, w Sojuzach TM – 880 kg, natomiast w obecnie używanych Sojuzach TMA – 800 kg.
Statki typu 7K-OK i 7K-T były wyposażone w silnik KTDU-35 (silnik korekcyjno-hamujący ros. КТДУ – корректирующе-тормозная двигательная установка) o ciągu 4,1 kN. Faktycznie były tam dwa niezależne KTDU – jednokomorowy główny i dwukomorowy rezerwowy.
System zasilania w energię znajduje się również w module serwisowym. W jego skład wchodzą baterie słoneczne oraz akumulatory. Do awarii statku kosmicznego Sojuz 11 stosowano baterie słoneczne o rozpiętości 9,80 m i powierzchni 14 m². Zapewniały one moc 500 W. Później, aby zmniejszyć wagę statku baterie słoneczne zastąpiono akumulatorami. Starczały one na dwa dni autonomicznego lotu. Dla programu „Sojuz-Apollo” (ASTP) wykorzystane zostały zmodyfikowane baterie słoneczne o powierzchni 8,33 m² oraz akumulatory (8 kWh). We współczesnej wersji Sojuza stosowane są baterie o rozpiętości 10,6 metra i powierzchni 10 m², co daje średnią moc około 1 kW.

### System ratunkowy

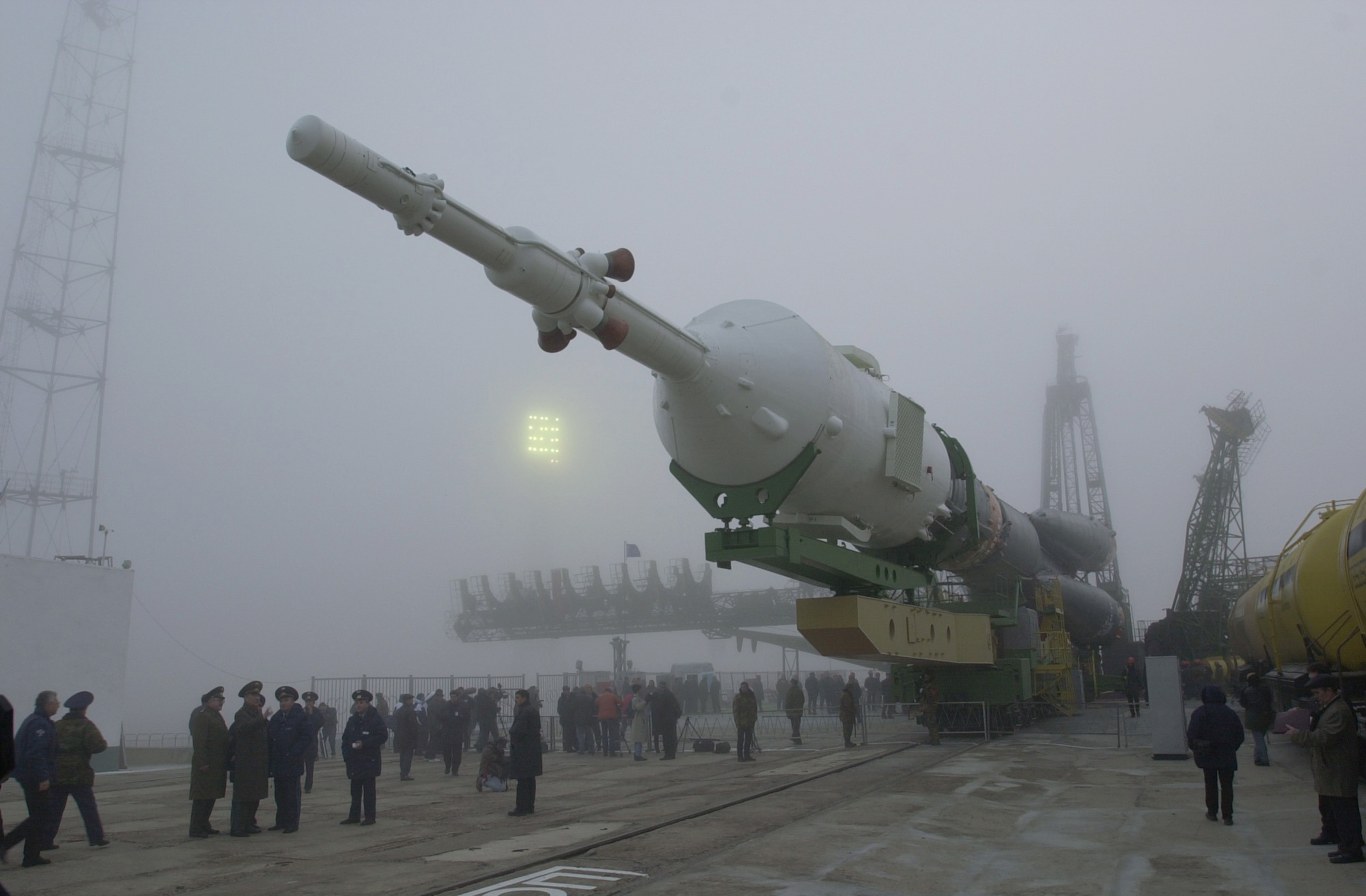
Transport Sojuza TM-31 na platformę startową. Na szczycie rakiety widoczny jest system ratunkowy.

Podczas startów statków kosmicznych typu Sojuz w celu zwiększenia bezpieczeństwa kosmonautów używany jest system ratunkowy (ros. САС – система аварийного спасения). Znajduje się on na szczycie rakiety nośnej i jest podobny do tych jakie stosowano podczas startów amerykańskich pojazdów załogowych typu Mercury oraz Apollo (Rakietowy System Ratunkowy (LES)).
Małe rakiety na paliwo stałe, które znajdują się na samym szczycie służą do oddzielenia ładunku użytecznego od rakiety nośnej. Poniżej natomiast umieszczono te, które stabilizują lot. System w przypadku awarii podczas startu oddziela statek Sojuz od rakiety nośnej, wyprowadzając kapsułę z kosmonautami z zagrożonej strefy. Gdy pojazd zostanie odrzucony na dużą odległość rakieta ratunkowa oddziela się od statku, podobnie jak osłona termiczna i moduły: orbitalny oraz silnikowy i przyrządowy. Kapsuła lądownika opada po torze balistycznym. Kosmonauci doświadczają w tym momencie przeciążeń znacznie przekraczających 10 g.
Do tej pory system ratowniczy Sojuza był wykorzystany trzykrotnie i w pełni skutecznie. Miało to miejsce w 1974 roku podczas startu Sojuza 18-1, w 1983 roku przy starcie statku Sojuza T-10 oraz w 2018 przy starcie Sojuza MS-10.

### Dane techniczne
| Wersja                                  | Sojuz-A | 7K-OK | 7K-T   | 7K-TM | Sojuz T | Sojuz TM | Sojuz TMA | Sojuz MS |
| Cały statek                             |         |       |        |       |         |          |           |          |
| Masa całkowita (kg)                     | 5880    | 6560  | 6800   | 6680  | 6850    | 7250     | 7220      | 7080     |
| Długość (m)                             | 7,40    | 7,95  | 7,48   | 7,48  | 7,48    | 7,48     | 7,48      | 7,48     |
| Maksymalna średnica (m)                 | 2,50    | 2,72  | 2,72   | 2,72  | 2,72    | 2,72     | 2,72      | 2,72     |
| Rozpiętość (m)                          | ?       | 9,80  | 9,80/– | 8,37  | 10,6    | 10,6     | 10,7      | 10,7     |
| Moduł orbitalny (BO)                    |         |       |        |       |         |          |           |          |
| Masa całkowita (kg)                     | 1000    | 1100  | 1350   | 1224  | 1100    | 1450     | 1370      | 1300     |
| Długość (m)                             | 3,00    | 3,45  | 2,98   | 3,10  | 2,98    | 2,98     | 2,98      | 2,60     |
| Średnica (m)                            | 2,20    | 2,25  | 2,26   | 2,26  | 2,26    | 2,26     | 2,26      | 2,20     |
| Objętość modułu (m³)                    | 2,20    | 5,00  | 5,00   | 5,00  | 5,00    | 5,00     | 5,00      | 5,00     |
| Lądownik (SA)                           |         |       |        |       |         |          |           |          |
| Masa całkowita (kg)                     | 2480    | 2810  | 2850   | 2802  | 3000    | 2850     | 2950      | 2900     |
| Długość (m)                             | 2,30    | 2,24  | 2,24   | 2,24  | 2,24    | 2,24     | 2,24      | 2,10     |
| Średnica (m)                            | 2,17    | 2,17  | 2,17   | 2,17  | 2,17    | 2,17     | 2,17      | 2,20     |
| Objętość kabiny (m³)                    | 4,00    | 4,00  | 3,50   | 4,00  | 4,00    | 3,50     | 3,50      | 3,50     |
| Przedział silnikowy i przyrządowy (PAO) |         |       |        |       |         |          |           |          |
| Masa całkowita (kg)                     | 2400    | 2650  | 2700   | 2654  | 2750    | 2950     | 2900      | 2600     |
| Masa materiałów pędnych (kg)            | 830     | 500   | 500    | 500   | 700     | 880      | 880       | 800      |
| Długość (m)                             | 2,10    | 2,26  | 2,26   | 2,26  | 2,26    | 2,26     | 2,26      | 2,50     |
| Średnica podstawy (m)                   | 2,30    | 2,15  | 2,15   | 2,15  | 2,15    | 2,15     | 2,15      | 2,15     |
| Maksymalna średnica (m)                 | 2,50    | 2,72  | 2,72   | 2,72  | 2,72    | 2,72     | 2,72      | 2,70     |

## Następca Sojuza
Rosja planuje zastąpienie statków typu Sojuz pojazdami Orzeł. Według harmonogramu określonego w 2016 roku pierwsze starty załogowe miałyby odbyć się w 2023 lub 2024.